# Cohiniac
Cohiniac [koinjak]  est une commune française située dans le département des Côtes-d'Armor en région Bretagne.

## Géographie
La commune est traversée par le Leff. Elle est entourée par les communes de Boquého, Plouvara, Saint-Donan, Le Foeil et Le Leslay.
|           | Plouvara |             |
| Boqueho   | Cohiniac | Saint-Donan |
| Le Leslay |          | Le Fœil     |

### Hydrographie
Pour un article plus général, voir Réseau hydrographique des Côtes-d'Armor.
La commune est située dans le bassin Loire-Bretagne. Elle est drainée par le Leff et le Camet,,.
Le Leff, d'une longueur de 62 km, prend sa source dans la commune du Leslay et se jette  dans le Trieux en limite de Quemper-Guézennec et de Plourivo, après avoir traversé 19 communes.  Les caractéristiques hydrologiques du Leff sont données par la station hydrologique située sur la commune de Boqueho. Le débit moyen mensuel est de 0,473 m3/s. Le débit moyen journalier maximum est de 9,05 m3/s, atteint lors de la crue du 28 février 2010. Le débit instantané maximal est quant à lui de 13,3 m3/s, atteint le même jour.

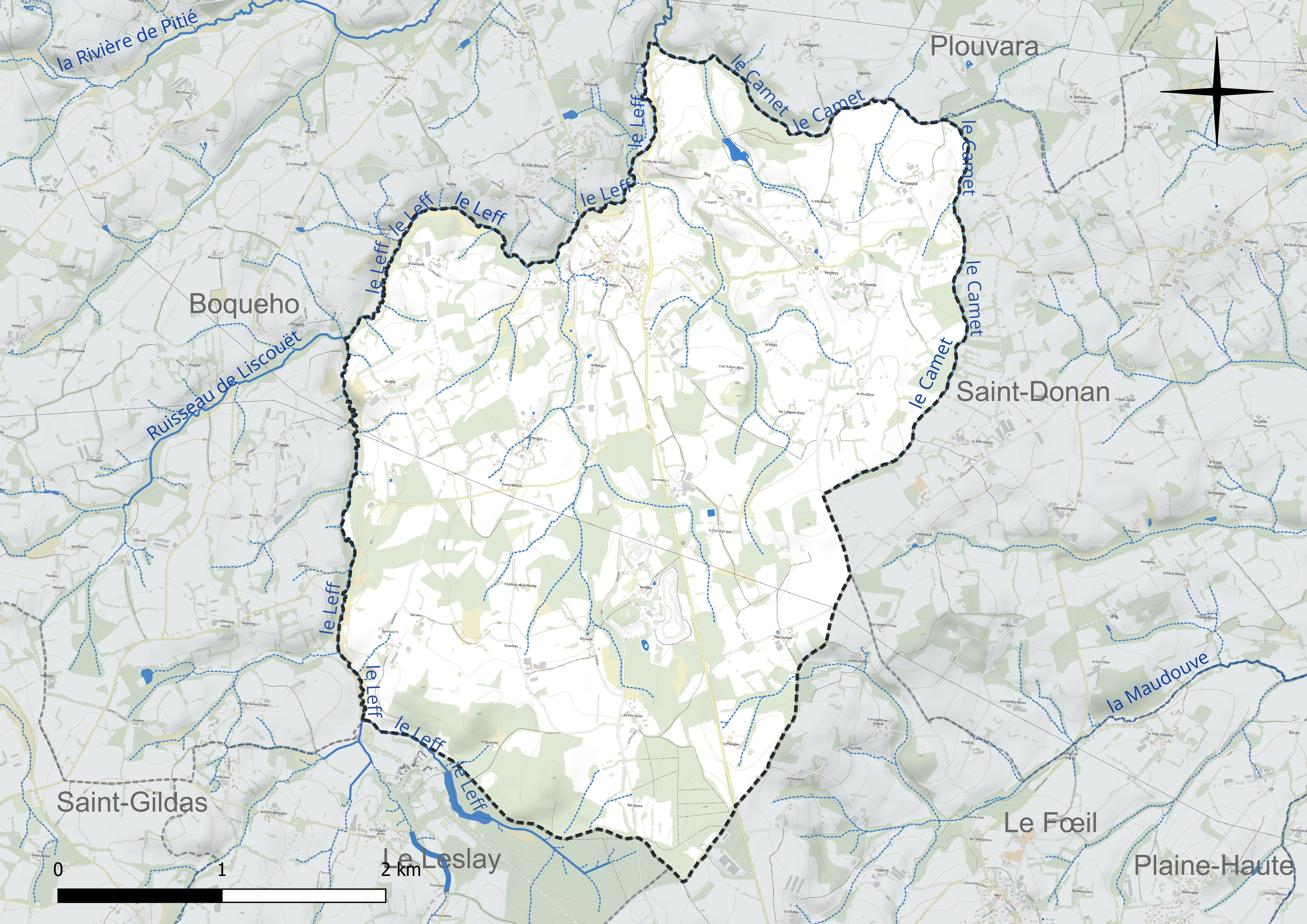
Réseau hydrographique de Cohiniac.

### Climat
Pour des articles plus généraux, voir Climat de la Bretagne et Climat des Côtes-d'Armor.
En 2010, le climat de la commune est de type climat océanique franc, selon une étude du CNRS s'appuyant sur une série de données couvrant la période 1971-2000. En 2020, Météo-France publie une typologie des climats de la France métropolitaine dans laquelle la commune est exposée à un climat océanique et est dans la région climatique  Finistère nord, caractérisée par une pluviométrie élevée, des températures douces en hiver (6 °C), fraîches en été et des vents forts. Parallèlement l'observatoire de l'environnement en Bretagne publie en 2020 un zonage climatique de la région Bretagne, s'appuyant sur des données de Météo-France de 2009. La commune est, selon ce zonage, dans la zone « Intérieur  », exposée à un climat médian, à dominante océanique.  
Pour la période 1971-2000, la température annuelle moyenne est de 10,7 °C, avec  une amplitude thermique annuelle de 11,3 °C. Le cumul annuel moyen de précipitations est de 880 mm, avec 14 jours de précipitations en janvier et 7,2 jours en juillet. Pour la période 1991-2020, la température moyenne annuelle observée sur la station météorologique la plus proche, située sur la commune de Trémuson à 10 km à vol d'oiseau, est de 11,4 °C et le cumul annuel moyen de précipitations est de 757,3 mm,. Pour l'avenir, les paramètres climatiques de la commune estimés pour 2050 selon différents scénarios d’émission de gaz à effet de serre sont consultables sur un site dédié publié par Météo-France en novembre 2022.

## Urbanisme

### Typologie
Au 1er janvier 2024, Cohiniac est catégorisée commune rurale à habitat très dispersé, selon la nouvelle grille communale de densité à 7 niveaux définie par l'Insee en 2022.
Elle est située hors unité urbaine. Par ailleurs la commune fait partie de l'aire d'attraction de Saint-Brieuc, dont elle est une commune de la couronne,. Cette aire, qui regroupe 51 communes, est catégorisée dans les aires de 200 000 à moins de 700 000 habitants,.

### Occupation des sols
L'occupation des sols de la commune, telle qu'elle ressort de la base de données européenne d’occupation biophysique des sols Corine Land Cover (CLC), est marquée par l'importance des territoires agricoles (81,2 % en 2018), en diminution par rapport à 1990 (82,8 %). La répartition détaillée en 2018 est la suivante : 
zones agricoles hétérogènes (76,9 %), forêts (18,8 %), terres arables (4,3 %). L'évolution de l’occupation des sols de la commune et de ses infrastructures peut être observée sur les différentes représentations cartographiques du territoire : la carte de Cassini (XVIIIe siècle), la carte d'état-major (1820-1866) et les cartes ou photos aériennes de l'IGN pour la période actuelle (1950 à aujourd'hui).

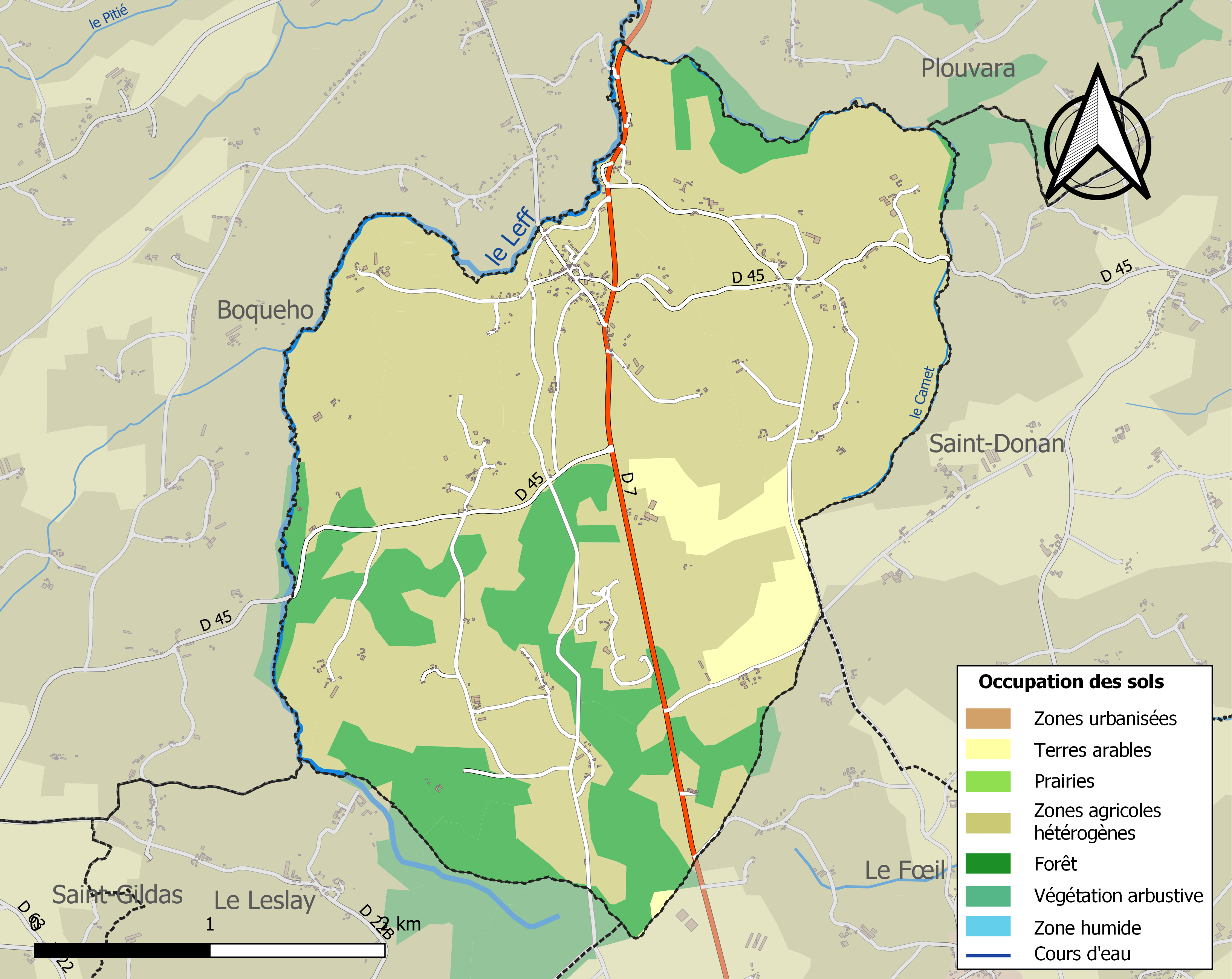
Carte des infrastructures et de l'occupation des sols de la commune en 2018 (CLC).

## Toponymie
Le nom de la localité est attesté sous les formes Coginiac en 1160, Cohignac et Cohiniac en 1220, Cohinac en 1237, Cohignac en 1240, Cohinnac en 1247, Coignac en 1254 et 1264.
Cohiniac, Kaouennieg en breton et Coïnia en gallo, vient, semble-t-il, du latin Cavannus (chouette).

## Histoire
Sous l'Ancien Régime, Cohiniac appartenait à l'évêché de Saint-Brieuc et au comté de Goëlo.

### LeXXesiècle

#### Les guerres duXXesiècle
Le monument aux morts porte les noms de 35 soldats morts pour la Patrie :
- 30 sont morts durant la Première Guerre mondiale ;
- 4 sont morts durant la Seconde Guerre mondiale ;
- 1 est mort durant la guerre d'Indochine.

## Démographie
| 1793 | 1800 | 1806 | 1821 | 1831 | 1836 | 1841 | 1846 | 1851 |
| ---- | ---- | ---- | ---- | ---- | ---- | ---- | ---- | ---- |
| 856  | 837  | 773  | 816  | 929  | 870  | 812  | 823  | 729  |

| 1856 | 1861 | 1866 | 1872 | 1876 | 1881 | 1886 | 1891 | 1896 |
| ---- | ---- | ---- | ---- | ---- | ---- | ---- | ---- | ---- |
| 714  | 765  | 750  | 676  | 760  | 707  | 680  | 670  | 632  |

| 1901 | 1906 | 1911 | 1921 | 1926 | 1931 | 1936 | 1946 | 1954 |
| ---- | ---- | ---- | ---- | ---- | ---- | ---- | ---- | ---- |
| 633  | 637  | 629  | 590  | 548  | 508  | 498  | 462  | 401  |

| 1962 | 1968 | 1975 | 1982 | 1990 | 1999 | 2006 | 2011 | 2016 |
| ---- | ---- | ---- | ---- | ---- | ---- | ---- | ---- | ---- |
| 419  | 408  | 393  | 390  | 370  | 351  | 331  | 400  | 365  |

| 2021 | 2022 | - | - | - | - | - | - | - |
| ---- | ---- | - | - | - | - | - | - | - |
| 380  | 397  | - | - | - | - | - | - | - |

## Culture locale et patrimoine

### Lieux et monuments

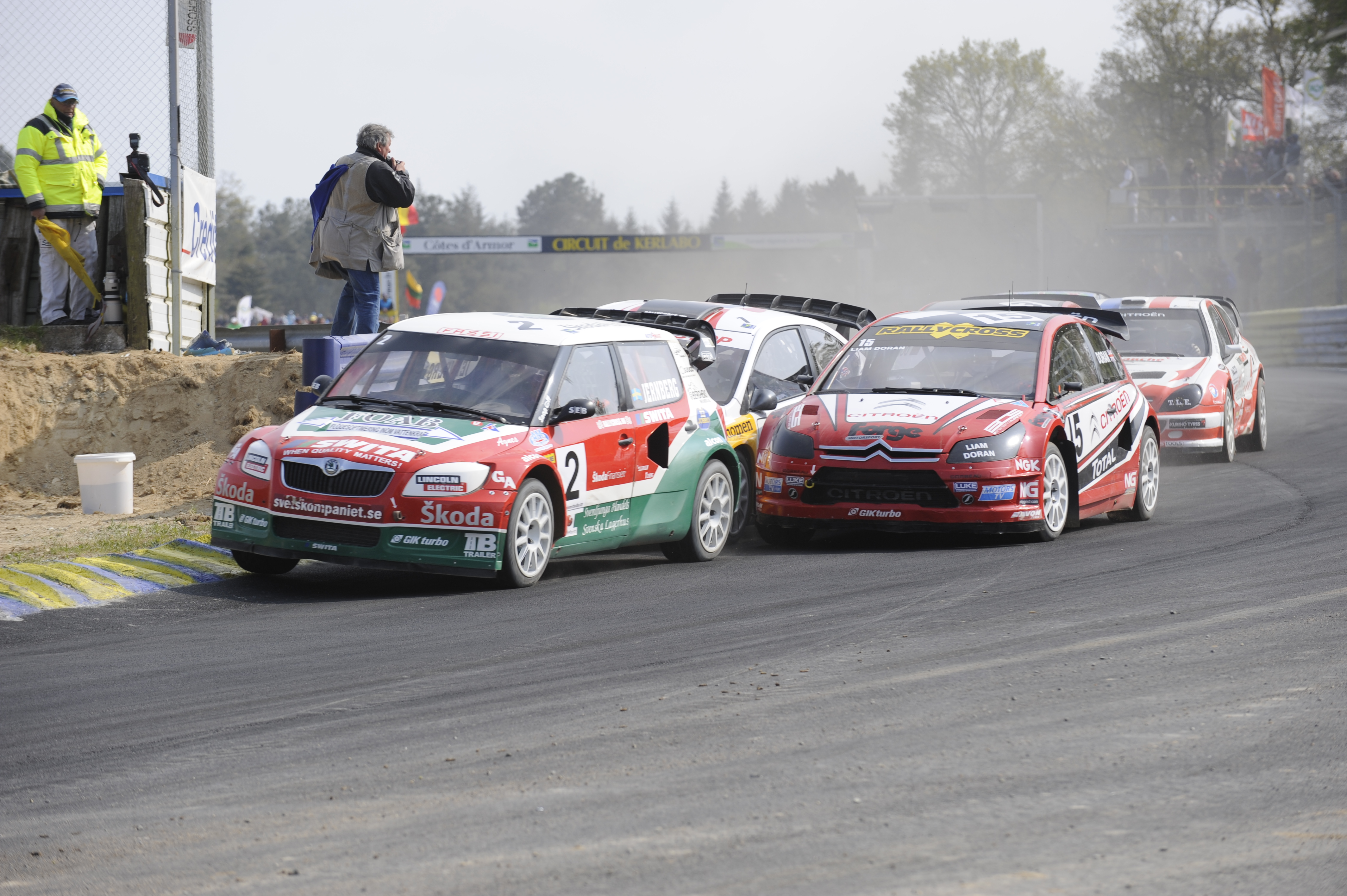
Finale du championnat d'Europe de rallycross 2010 au circuit Kerlabo.

- Le circuit automobile Kerlabo est utilisé pour les épreuves du championnat de France de rallycross et a organisé une épreuve du championnat d'Europe en 2010[24].
- Le château du Rumain.
- L'église Saint-Quentin.
- La croix d'époque mérovingienne dans le cimetière.
- La chapelle Notre-Dame de Toute-Joies en Grimolet au village du même nom, avec sa pierre de Justice.
- La fontaine Saint-Yves au lieu dit Le Garlouët.

### Héraldique
| Blason | Blasonnement : Écartelé : au 1er d'argent aux trois mouchetures d'hermine de sable mal ordonnées, au 2e d'azur au croissant d'or, au 3e d'azur à la barre d'or accompagnée de deux étoiles d'argent, au 4e d'argent à la chouette de sable becquée et membrée de gueules. |